# 5187 Domon
5187 Domon (1990 TK1) là một tiểu hành tinh vành đai chính được phát hiện ngày 15 tháng 10 năm 1990 bởi Endate và Watanabe ở Kitami.